# ألان بيتون
ألان بيتون (بالإنجليزية: Alan Beeton)‏ هو لاعب كرة قدم بريطاني في مركز الدفاع، ولد في 4 أكتوبر 1978 في واتفورد في المملكة المتحدة. لعب مع ويكمب وندررز.

## وصلات خارجية
- ألان بيتون على موقع قاعدة بيانات كرة القدم.إي يو (الإنجليزية)
- ألان بيتون على موقع Soccerbase.com (لاعب) (الإنجليزية)